# Bräcke ängar och lövskogar
Bräcke ängar och lövskogar är ett naturreservat i Åmåls kommun i Dalsland.
Bräcke ängar är en av Dalslands mest sevärda ängs- och hagmarker. Området består av öppna betesmarker och slåtterängar uppbrutna av lövträdsdungar med hassel, ek, ask och alm. Från de högre belägna delarna har man en vidsträckt utsikt över Bräcketjärnet och Knarrbysjön. Berggrunden består av kalkrik skiffer, och här trivs gullvivan samt ovanligare arter som underviol, sötvedel, vårärt och orkidéerna tvåblad och brudsporre samt nästrot. Naturreservatets djurliv är även rikt med en mängd sångare och andra småfåglar, rosenfinken förekommer ibland här, därtill hasselsnok.
Reservatet är ett Natura 2000-område och beläget i Edsleskogs socken.